# شهرستان هویزه
شهرستان هویزه، یکی از شهرستان‌های استان خوزستان است که در سال ۱۳۸۷ از شهرستان دشت آزادگان منشعب شد. مرکز این شهرستان، شهر هویزه می‌باشد.

## جمعیت
جمعیت این شهرستان در سرشماری سال ۱۳۸۵ بالغ بر ۳۰٬۷۵۰ تن بوده‌است.

## تقسیم‌بندی کشوری
- بخش مرکزی شهرستان هویزه
  - دهستان هویزه شمالی
  - دهستان هویزه جنوبی

شهر : هویزه
- بخش نیسان
  - دهستان بنی صالح
  - دهستان نیسان

شهر : رفیع

## مکان‌های دیدنی
- مزار شهدای هویزه
- آثار جنگ تحمیلی
- شلمچه - [[طلاییه]]( قدمگاه ابوالفضل العباس)
- قدمگاه ابراهیم الخلیل
- مقبره ۴۰ عالم جلیل القدر
- پارک باغ وحش بزرگ استان و هورالعظیم